# John Morrison
John Randall Hennigan, född 3 oktober 1979 i Los Angeles, Kalifornien, USA, är en amerikansk fribrottare som använder artistnamnet John Morrison. Han blev känd i World Wrestling Entertainment (WWE) i slutet av 00-talet men lämnade WWE 2013 för att istället brottas i Lucha Underground och Lucha Libre AAA Worldwide under namnet Johnny Mundo. 2018 återvände han till WWE.
Han har tidigare brottats under namnen John Hennigan Nitro, Johnny Blaze, Johnny Nitro, Johnny Onyx, Johnny Spade och Johnny Superstar.

## Titlar och utmärkelser
- Ohio Valley Wrestling
  - OVW Southern Tag Team Championship (1 gång)[3] - med Joey Mercury

- Pro Wrestling Illustrated
  - Tag Team of the Year (2005) - med Joey Mercury [4]

- World Wrestling Entertainment
  - ECW Championship (1 gång, nuvarande)[5]
  - WWE Intercontinental Championship (2 gånger)[6]
  - WWE Tag Team Championship (3 gånger)[7] - med Joey Mercury
  - WWE Tough Enough III delad vinnare med Matt Cappotelli
  - World tag team championship delad vinnare med The Miz